# Santa Cecilia, Teotitlán del Valle
Santa Cecilia är en ort i Mexiko.   Den ligger i kommunen Teotitlán del Valle och delstaten Oaxaca, i den sydöstra delen av landet, 400 km sydost om huvudstaden Mexico City. Santa Cecilia ligger 1 675 meter över havet och antalet invånare är 167.
Terrängen runt Santa Cecilia är varierad. Runt Santa Cecilia är det ganska tätbefolkat, med 56 invånare per kvadratkilometer. Närmaste större samhälle är San Antonio de la Cal, 19,0 km väster om Santa Cecilia. Trakten runt Santa Cecilia består i huvudsak av gräsmarker.